# Гимн Уругвая

## Авторы
Текст гимна писал Франсиско Акунья де Фигероа, который написал и Гимн Парагвая. Текст был официально принят как государственный гимн 8 июля 1833 года. Обычно исполняются только два первых его куплета.
Музыку сочинили Франсиско Хосе Дебали и Фернандо Кихано, предположительно на основе музыкальной темы из оперы Доницетти. Впервые эта музыка была исполнена 19 июля 1845 года, и 25 июля 1848 года она была официально принята как государственный гимн.
Через 90 лет, 20 мая 1938 года, в гимн были внесены изменения, предложенные Херардо Грассо и Беноне Калькавеккиа.

## Текст гимна (наиспанском языке)
¡Orientales la Patria o la Tumba!
¡Libertad o con gloria morir!
Es el voto que el alma pronuncia,
¡Y que heroicos sabremos cumplir!
¡Libertad, libertad Orientales!
Ese grito a la Patria salvó
Que a sus bravos en fieras batallas
De entusiasmo sublime inflamó.
De este don sacrosanto la gloria
¡Merecimos tiranos temblad!
Libertad en la lid clamaremos,
Y muriendo, ¡también libertad!
Dominado la Iberia dos mundos
Ostentaba sus altivo poder,
Y a sus plantas cautivo yacía
El Oriente sin nombre ni ser;
Mas, repente sus hierros trozando
Ante el dogma que Mayo inspiró,
Entre libres, déspotas fieros,
Un abismo sin puente se vió.
Su trozada cadena por armas,
Por escudo su pecho en la lid,
De su arrojo soberbio temblaron
Los feudales campeones del Cid:
En los valles, montañas y selvas
Se acometen con muda altivez,
Retumbando con fiero estampido
Las cavernas y el cielo a la vez.
El estruendo que en torno resuena
De Atahualpa la tumba se abrió,
Y batiendo sañudo las palmas
Su esqueleto, venganza! gritó:
Los patriotas el eco grandioso
Se electrizan en fuego marcial,
Y en su enseña más vivo relumbra
De los Incas el Dios inmortal.
Largo tiempo, con varia fortuna,
Batallaron liberto, y señor,
Disputando la tierra sangrienta
Palmo a palmo con ciego furor.
La justicia, por último, vence
Domeñando las iras de un Rey;
Y ante el mundo la Patria indomable
Inaugura su enseña, y su rey.
Orientales, mirad la bandera,
De heroísmo fulgente crisol;
Nuestras lanzas defienden su brillo,
¡Nadie insulte la imagen del sol!
De los fueros civiles el goce
Sostengamos; y el código fiel
Veneremos inmune y glorioso
Como el arca sagrada Israel.
Porque fuese más alta tu gloria,
Y brillasen tu precio y poder,
Tres diademas, ho Patria, se vieron
Tu dominio gozar, y perder.
Libertad, libertad adorada,
¡Mucho cuestas tesoro sin par!
Pero valen tus goces divinos
Esa sangre que riega tu altar
Si a los pueblos un bárbaro agita,
Removiendo su extinto furor,
Fratricida discordia evitemos,
¡Diez mil tumbas recuerdan su horror!
Tempestades el Cielo fulmina,
maldiciones desciendan sobre él,
Y los libres adoren triunfante
de las leyes el rico joyel.
De laureles ornada brillando
La Amazona soberbia del Sud,
En su escudo de bronce reflejan
Fortaleza, justicia y virtud.
Ni enemigos le humillan la frente,
Ni opresores le imponen el pie:
Que en angustias selló su constancia
Y en bautismo de sangre su fé.
Festejando la gloria, y el día
De la nueva República el Sol,
Con vislumbres de púrpura y oro,
Engalana su hermoso arrebol.
Del Olimpo la bóveda augusta
Resplandece, y un ser divinal
Con estrellas escribe en los cielos,
Dulce Patria, tu nombre inmortal.
De las leyes el Numen juremos
Igualdad, patriotismo y unión,
Inmolando en sus aras divinas
Ciegos odios, y negra ambición.
Y hallarán los que fieros insulten
La grandeza del Pueblo Oriental,
Si enemigos, la lanza de Marte
Si tiranos, de Bruto el puñal

## Перевод на русский язык
Восточные, Отечество или Могила!
Свобода или со славой смерть!
Это выбор, который просит душа,
И герои умеют выбрать!
Свобода, свобода, Уругвайцы!
Этот клич Отечество спас,
В своих храбрых и жестоких боях
Возвышенный он взбудоражил восторг.
Это священные дары славы
Мы заслуживаем, тираны, трепещите!
Свобода! в борьбе мы будем кричать,
И, умирая, тоже: свобода!
Под властью Иберии два мира,
Она щеголяла своей великой мощью,
А ее плененные побеги
Лежали на Востоке без имени и сущности;
Но внезапно их кандалы раскалывались
Перед догмой, которую внушал Май
Среди свободных, а пред свирепыми деспотами
Предстала бездна без моста.
Сломанное оружие
И грудь вместо щита в бою,
От этого его превосходного мужества
Трепетали феодалы Сида:
В долинах, горах и джунглях
Они атаковали с немой надменностью,
Яростно пещеры и небо
Одновременно грохочут.
Гром трубы разносится вокруг Атауальпы,
Открылась его гробница,
И его порочно избитый
Скелет "Месть!" крикнул:
Патриоты, великое эхо
Наэлектризовано боевым огнем,
И бессмертный Бог инков
Сияет в их живом знамени.
Долгое время, имея разную удачу,
Они сражались свободными и господами,
Споря за кровавую землю
И сражаясь метр за метром со слепой яростью.
Справедливость наконец побеждает,
Укрощая гнев Короля;
И пред миром неукротимая Родина
Торжественно открывает своё знамя и своего короля.
Уругвайцы, посмотрите на флаг,
Сияющий героизма котёл;
Наши копья защищают его блеск,
Никто не оскорбит образ Солнца!
Гражданские права
Поддержим; и верный кодекс
Мы почитаем неприкосновенно и славно,
Как святой ковчег Израэля.
Потому что твоя слава выше,
И твоя цена и сила сияли,
Три диадемы, о Родина, замечены
И твое владычество было потеряно.
Свобода, обожаемая свобода,
Столько несравненных сокровищ!
Но ваши божественные радости стоят
Той крови, которой поливают ваш алтарь.
Если варвар потрясает народы,
Разжигая их угасшую ярость,
Давайте избежим братоубийственных раздоров,
Десять тысяч могил напомнят его ужас!
Небеса гремят бурями,
На него нисходят проклятия,
И свободное поклонение торжествует
Над законами богатой жемчужиной.
Украшенная лаврами и сияющая
Гордая Амазонка Юга,
В ее бронзовом щите отражаются
Сила, справедливость и добродетель.
Ни враги не смиряют его лба,
Ни угнетатели не ставят на него ногу:
Тоской он скрепил свое постоянство
И свою веру окрестил кровью.
Празднуя славу и день
Новой Республики Солнца,
С проблесками пурпура и золота,
Он украшает свой прекрасный румянец.
С Олимпа августейший свод
Сияет, и божественное существо
Звездами пишет на небесах,
Милая Родина, твое бессмертное имя.
Пред законами Нумена поклянемся:
Равенство, союз, патриотизм,
Принося в жертву ради их божественного блага
Слепую ненависть и черные амбиции.
А те, кто яростно оскорбляют
Величие восточного народа, найдут
Если враги, то копье Марса,
Если тираны, то кинжал Брута.